# Карапет
Карапет (вір. Կարապետ — «попередник», «провісник»), у вірменській міфології персонаж, ідентифікований (після прийняття вірменами християнства) з Іваном Хрестителем. Більшість сюжетів і мотивів, з ним пов'язаних, мають дохристиянське походження; сам персонаж перейняв функції древніх богів.
Карапет у міфах, переказах, віруваннях і піснях виступає подібно Міхру переможцем всіх девів, він запроваджує їх до в'язниці, але один з них — Кульгавий давши — просить Карапета позбавити його від в'язниці, обіцяючи служити в монастирі, присвяченому Карапету, до судного дня — вимітати з нього золу. У середньовічному епосі («Таронська війна») і міфологізованих переказах Карапет подібний богу- громовержцю; це гримлячий в хмарах довговолосий чоловік з пурпуровою короною на голові, з хрестом, в одязі, що виблискує, як полум'я.
Він — хранитель вірмен. При нападі ворога Карапет допомагає вірменським героям, які завдяки йому перемагають і винищують ворожі війська. Його назвали Мшо Султан (Султан Муша-Тарона — місце його монастиря) або Султан Святий Карапет.
Карапет (подібно архаїчному богові Тиру) — покровитель мистецтв, він обдаровує людей здібностями до музики, поезії, приносить удачу в спортивних змаганнях (Сурб Карапет твац, «обдарований святим Карапетом»). До нього звертали свої молитви народні співці-музиканти (ашуги), канатні танцюристи (пахлевані), акробати й борці.